# Chenopodium chaldoranicum
Chenopodium chaldoranicum är en amarantväxtart som beskrevs av Rahimin. och Ghaemm. Chenopodium chaldoranicum ingår i släktet ogräsmållor, och familjen amarantväxter. Inga underarter finns listade i Catalogue of Life.